# Самородский, Виктор Андреевич
Ви́ктор Андре́евич Саморо́дский (21 июля 1938, Ярцевский район, Смоленская область — 18 апреля 2025, Смоленск) — советский партийный деятель, экономист.

## Биография
Родился 21 июля 1938 года в деревне Авдюково Ярцевского района Смоленской области. Среднюю школу окончил с серебряной медалью.
В 1961 году окончил Великолукский сельскохозяйственный институт, после чего долгое время жил и работал в Молдавской ССР. С марта 1972 года начальник Главного управления животноводства Министерства сельского хозяйства Молдавской ССР, с сентября 1973 года — инструктор отдела сельского хозяйства ЦК КП Молдавии, с февраля 1977 года — председатель ПО «Молокопром» Совета колхозов Молдавской ССР, с июля 1984 года первый секретарь Фалештского райкома КПСС.
В 1975 году защитил кандидатскую диссертацию. Избирался депутатом Верховного Совета Молдавской ССР и членом ЦК КП Молдавской ССР.
С мая 1986 года инструктор отдела сельского хозяйства и пищевой промышленности ЦК КПСС. 25 января 1988 года был избран секретарём, а 1 июня 1990 года первым секретарём Смоленского обкома КПСС. Стал последним, занимавшим эту должность. Избирался членом ЦК Коммунистической партии РСФСР.
После запрещения деятельности КПСС с октября 1991 года работал первым заместителем начальника Смоленского производственного управления сельского хозяйства, а год спустя перешёл на работу в Смоленский филиал Московской государственной сельскохозяйственной академии имени К. А. Тимирязева (ныне — Смоленская государственная сельскохозяйственная академия). Защитил докторскую диссертацию, работал деканом экономического факультета академии. Является автором более чем 170 научных работ, в том числе 4 монографий, его учебник «Антикризисное управление АПК» был признан Министерством сельского хозяйства Российской Федерации «Лучшей аграрной учебной книгой 2005 года». Занимался общественной деятельностью, состоял в Смоленском региональном отделении КПРФ.
Награждён орденами Трудового Красного Знамени и «Знак Почёта», медалями.
Умер 18 апреля 2025 года в возрасте 86 лет.